# Паспорт громадянина Туркменістану

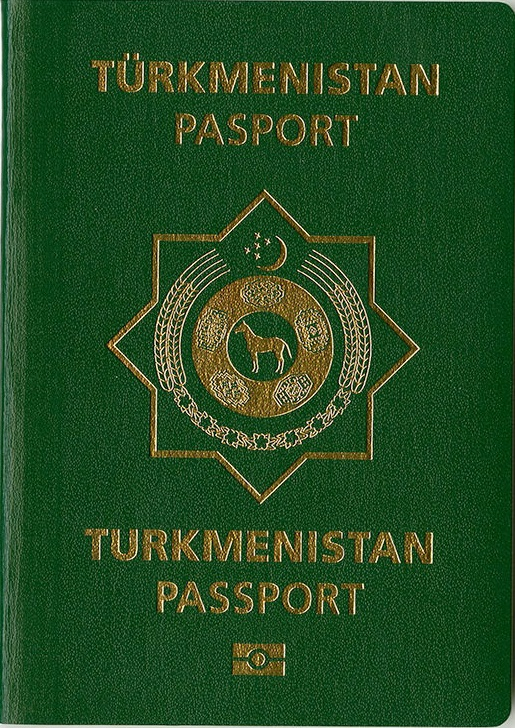
Паспорт громадянина Туркменістану, перша сторінка на якій зображений Герб Туркменістану

Паспорт громадянина Туркменістану — документ, видатний громадянам Туркменістану. Паспорт громадянина Туркменістану використовується для відвідування інших країн. Термін дії — 10 років. Дані громадянина написані туркменською та англійською мовами.

## Опис
На обкладинці темного кольору, золотистим кольором зображено Герб Туркменістану, у верхній частині написано (туркм. Türkmenistan Psport), а в нижній (англ. Turkmenistan Passport) (обидві написи також нанесені золотим кольором).